# Ella (hoorspel)
Ella is een hoorspel van Rhys Adrian. Ella werd op 23 mai 1966 als televisiespel en op 26 september 1968 als hoorspel door de BBC uitgezonden, op 22 september 1967 ook door Radio Bremen. Er zijn twee Nederlandstalige versies daarvan (zie verder hieronder).

## Rolbezetting

### Eerste versie (1970)
Alfred Pleiter vertaalde het en de AVRO zond het uit op donderdag 12 februari 1970. De regisseur was Dick van Putten. Het hoorspel duurde 30 minuten.
- Willy Brill (Ella)
- Frans Somers (Arthur)
- Tom van Beek (Edwin)

### Tweede versie (1971)
Theo Peters vertaalde het en de BRT zond het uit op zondag 6 juni 1971. De regisseur was Frans Roggen. Het hoorspel duurde 30 minuten.
- Dora van der Groen (Ella)
- Marc Leemans (Edwin)
- Marcel Hendrickx (Arthur)

## Inhoud
De charmante, gehuwde Ella treft op een dag in de woning van haar vriend Edwin ook Arthur, haar andere minnaar. Ze vermoedt niet, dat beide mannen vrienden zijn. De heren vinden de situatie, dat Ella haar gunst aan twee minnaars schenkt, gewoon “shocking” en ze zijn bereid de immorele relatie te beëindigen. Natuurlijk is haar voornemen in deze pijnlijke aangelegenheid absoluut “gentlemanlike”. Na vele delicate “understatements” inzake hartstocht vindt de beroemde Britse “common sense” een voor alle partijen aanvaardbare oplossing...